# Elenium
Elenium es una trilogía de literatura fantástica escrita por David Eddings. Consta de los títulos El trono de diamante, El caballero de rubí y La rosa de zafiro Tiene su continuación en la serie El Tamuli Es la segunda serie de Eddings, tras Crónicas de Belgarath.

## Libros

### El trono de diamante
Tras diez años de exilio, Falquián (Sparhawk en algunas ediciones antiguas) regresa a Elenia para reanudar sus obligaciones como caballero pandion y paladín hereditario de la reina. Sin embargo, su joven reina, Ehlana, sufre una fatal enfermedad, supuestamente la misma que llevó a la tumba al rey Aldreas, su padre. Sin embargo, permanece con vida gracias al poderoso hechizo invocado por Sephrenia, la mujer de edad indefinida que inicia a los pandion en los secretos de la magia. Ehlana está sentada en su trono, petrificada dentro de un bloque de cristal y abocada a la muerte, a menos que alguien encuentre un remedio antes de que transcurra un año. Annias, el ambicioso y corrupto primado de la iglesia Elenia, había nombrado príncipe regente a Lycheas, primo bastardo de Ehlana quien permitía que él gobernara. Mediante sobornos y el tesoro de la reina, Annias planeaba conseguir el trono de la archiprelatura y el poder para regir la totalidad del continente Eosiano. Únicamente debía vencer la oposición conformada por Sephrenia y los caballeros de la iglesia, y para acabar con estos había urdido una poderosa alianza con el demoníaco dios de Zemoch, Azash.

### El caballero de rubí
Ehlana, reina de Elenia, había sido envenenada, pero conservaba la vida gracias a un hechizo que la mantenía petrificada y encerrada en un gran bloque de cristal. El efecto del hechizo duraría mientras vivieran los doce caballeros que habían intervenido en el mismo, pero desde su realización cada mes moría uno de ellos. Falquián, caballero pandion y paladín de Ehlana, busca desesperadamente el remedio para su reina que, tal como le revela el espectro de su propio padre, se halla en el Bhelliom, la maravillosa joya perdida en Lamorkand cuando el rey Sarak de Thalesia murió en combate 500 años atrás. Iba engastada en la corona del rey y desde entonces muchos hombres cavaban a orillas del lago Randera, buscándola en vano. Falquián y sus amigos, mediante artes nigromantes invocan al espíritu del rey para que les indique en qué lugar se encuentra la joya.

### La rosa de zafiro
La restauración de la reina Ehlana en el trono no era más que el inicio de la misión de Falquián. Annias está ya en Chyrellos esperando la muerte del archiprelado y se perfila como el favorito para ocupar tal cargo. Como si no fuera suficiente, planea sitiar la Ciudad Sagrada con ayuda de los soldados eclesiásticos y el renegado pandión Martel. Wargun y su ejército se retrasan permitiendo la semidestrucción de Chyrellos. Es ahí cuando la intervención divina en forma de una pequeña niña estiria ayuda a los planes de Falquián.

## Personajes

### Falquián/Sparhawk
Sir Falquián o Sir Sparhawk es el protagonista de la saga. Es un caballero de la Orden Pandión y más tarde, Preceptor Interino de la misma. Él es el paladín hereditario de la reina Ehlana, a quién educó desde temprana edad, y posteriormente su esposo así como padre de Danae. Su némesis es Martel, un pandión renegado, y su mejor amigo es Kalten. El temperamento de Falquián es generalmente fuerte y terco, tanto como el de su caballo Farán. Es un buen espadachín y tiene habilidad para el razonamiento y las estrategias militares. Es también Anakha, hijo del Bhelliom, la única persona en el universo que se mueve al margen del destino.

### Ehlana
La reina Ehlana fue envenenada por el Primado Annias cuando intentaba robar los tesoros del trono de Elenia. Ella fue sanada por el Bhelliom y al recuperarse completamente, se casó con Falquián. En el final de Elenium, ella da a luz a Danae, quien se revela más tarde, es otra reencarnación de la diosa Aphrael, cosa que Falquián y Danae deciden ocultarlo a Ehlana. Según la explicación de Aphrael, el Darestim, el veneno que administraron a Ehlana, la volvió estéril por lo que no podrá concebir más hijos. El carácter de Ehlana es dulce y fuerte a la vez. Considera que debe tener opiniones firmes y ser valiente para que los reyes de Eosia la tomen en cuenta. Su actitud encantadora y su astucia la llevaron a elegir al nuevo archiprelado en la elección de Chyrellos.

### Sephrenia
Sephrenia es una estiria que introduce a los pandión en los secretos de la magia. Ella es fiel creyente de la diosa Aphrael y amiga de Falquián. Los caballeros de la iglesia se refieren a ella llamándola Pequeña Madre. En Elenium se descubrió que Vanion, el Preceptor de la Orden Pandión, y ella, están enamorados. Al final de La Rosa de Zafiro escapan juntos a Daresia. En el último libro de El Tamuli, Sephrenia y Vanion se casan en Delfaeus y reciben la bendición del Bhelliom, quien les devuelve su juventud, devolviéndolos a sus veinte años.

### Aphrael
Aphrael es uno de los dioses menores de Estiria, conocida como La Diosa Niña. Prefiere permanecer en la apariencia de una niña de seis años llamada Flauta. Se conocen tres de sus reencarnaciones, Danae, hija de Falquián y Ehlana, Flauta, una huérfana Estiria y su verdadera forma de mujer adulta, Aphrael. Su sacerdotisa es Sephrenia. Ella entrega el Bhelliom a Falquián en El Caballero de Rubí después de la pelea contra Ghwerig, y también lo rescata del fondo del océano en Los Seres Fulgentes.
Aphrael tiene un gran poder de convencimiento, suele ser zalamera, malcriada y puede salirse con la suya en todo momento. Tiene pocos adoradores pero ellos la aman incondicionalmente.

### Kurik
Es el escudero de Falquián en la saga de Elenium. Adus lo asesina al final de La Rosa de Zafiro. Kurik tiene cinco hijos. Khalad, el mayor, sirve a Falquián como escudero, desempeñando el mismo papel que su padre al morir. Tiene tres más de los que no se sabe su nombre con Aslade, su legítima esposa, y uno ilegítimo con Elys, llamado Talen.
Es inteligente y noble, tanto que Falquián llega a decir que de haber recibido la instrucción necesaria se habría convertido en un excelente caballero. Sin embargo, Kurik no es de la nobleza por lo que solo puede aspirar a ser escudero.

### Kalten
Sir Kalten es un chico alto de cabello rubio, uno de los compañeros pandion de Falquián y su mejor amigo. Fue criado por los padres de Falquián al morir todos sus parientes, y ambos crecieron como hermanos.